# Col·lagrafia

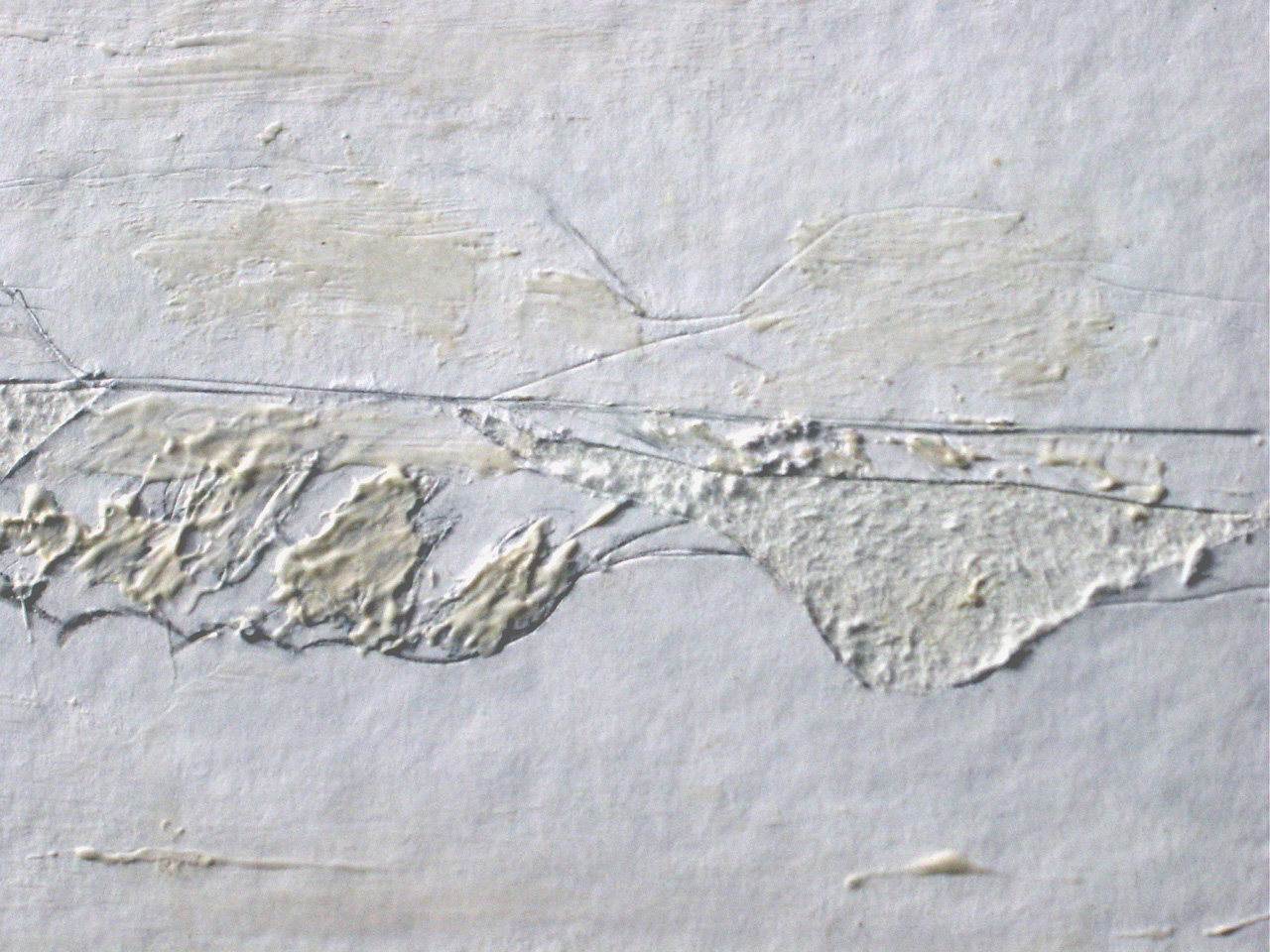
Placa de col·lografia (de cartró)

La col·lagrafia (en anglès:Collagraphy o collography) és un procés d'estampar en el qual els materials s'apliquen a un substrats rígid (com cartró o fusta). Aquesta paraula deriva del grec koll o kolla, que significa adhesiu, i graph, que significa l'activitat de dibuixar.
La placa pot ser intaglio-tintada, tintada amb un corró o pinzell, o una combinació d'ambdòs. La tinta o el pigment s'aplica al collage resultant, i la junta s'utilitza per imprimir sobre paper o un altre material ja sigui utilitzant un impremta o diverses eines de mà. La impressió resultant es denomina una col·lagrafía. En alguns casos, les fulles es poden utilitzar com una font de pigment pel frec d'elles sobre la superfície de la placa.
Es poden aconseguir diferents efectes tonals i colors vibrants amb aquesta tècnica. La col·lografia és un mètode de gravat molt obert.